# Бангорский собор
Собор Святого Даниила (англ. The Cathedral Church of Saint Deiniol, валл. Eglwys Gadeiriol Bangor), более известный как Бангорский собор (англ. Bangor Cathedral) — кафедральный собор Церкви Уэльса диоцеза Бангора в городе Бангоре, Гуинет, Уэльс. Посвящён святому Даниилу Бангорскому, первому епископу Бангора и основателю монастыря в королевстве Гвинед в VI веке.
В соборе погребены короли Гвинеда Грифид ап Кинан, Оуайн ап Грифид и Кадваладр ап Грифид.

## История
На месте Бангорского собора изначально располагался монастырь святого Даниила (Дейниола), основанный приблизительно в 530 году на земле, подаренной королём Гвинеда Майлгуном ап Кадваллоном. Считается, что святой Даниил был рукоположён святым Давидом и стал первым епископом Бангора. Монастырь был разграблен в 634 году и вновь в 1073 году. От первоначального здания ничего не сохранилось.
В записях Вестминстерского синода 1102 года сохранились предписания по восстановлению Бангорского собора. Самая ранняя часть нынешнего здания была построена во время епископа Давида (1120—1139) на пожертвования короля Гвинеда Грифида ап Кинана. После своей смерти в 1137 году короля похоронили под высоким алтарём собора. Это было крестообразное здание в нормандском стиле, около 40 метров в длину. Сын Грифида, Оуайн ап Грифид, также был похоронен здесь, как и его брат и соправитель Кадваладр. Сохранилось описание валлийского историка Гиральда Камбрийского мессы, которую в 1188 году провёл здесь архиепископ Кентерберийский.
В 1211 году собор был разрушен войсками короля Иоанна во время набега на Гвинед.
В XIII веке оригинальная апсида была разобрана, а хор увеличен до нынешней длины. Церковь сильно пострадала, когда король Эдуард I вторгся в Гвинед в 1282 году; в 1284 году декану и капитулу было выплачено 60 фунтов стерлингов в качестве компенсации за ущерб. В то же время была проведена обширная перестройка церкви, переделаны трансепты и средокрестие. Неф был перестроен в конце XIV века.
По некоторым предположениям церковь сгорела дотла в 1402 году во время восстания Оуайна Глиндура; документальных свидетельств этому нет, однако здание могло быть повреждёно. Тем не менее, с конца XV века проводилась обширная реконструкция, которая была завершена в 1532 году. Над дверным проёмом башни есть надпись на латыни, гласящая, что епископ Скевингтон построил башню в 1532 году (она не была завершена, когда Скевингтон умер в 1533 году). Некоторые ремонтные работы были проведены в XVIII веке; в 1824 году на ремонт было выделено 2000 фунтов стерлингов было потрачено на ремонт; а в 1825 году изменение внутренней отделки обошлось ещё в 3252 фунта стерлингов.
Здание в том виде, как оно выглядит сегодня, является результатом масштабной реконструкции, проведенной под руководством Джорджа Гилберта Скотта, начиная с 1868 года. Первоначально проект Скотта предусматривал высокую центральную башню и шпиль, но задумка не была полностью воплощена, поскольку при её возведении появились трещины, указывающие на проседание фундамента, и башня осталась невысокой. В 1879 году было потрачено 11 тысяч фунтов стерлингов (из которых 2000 тысячи пожертвовал лорд Пенрин) на восстановление нефа, капитула и центральной башни.